# Plataea aristidesi
Plataea aristidesi är en fjärilsart som beskrevs av Frederick H. Rindge 1976. Plataea aristidesi ingår i släktet Plataea och familjen mätare. Inga underarter finns listade i Catalogue of Life.